# حزب الوفد الجديد

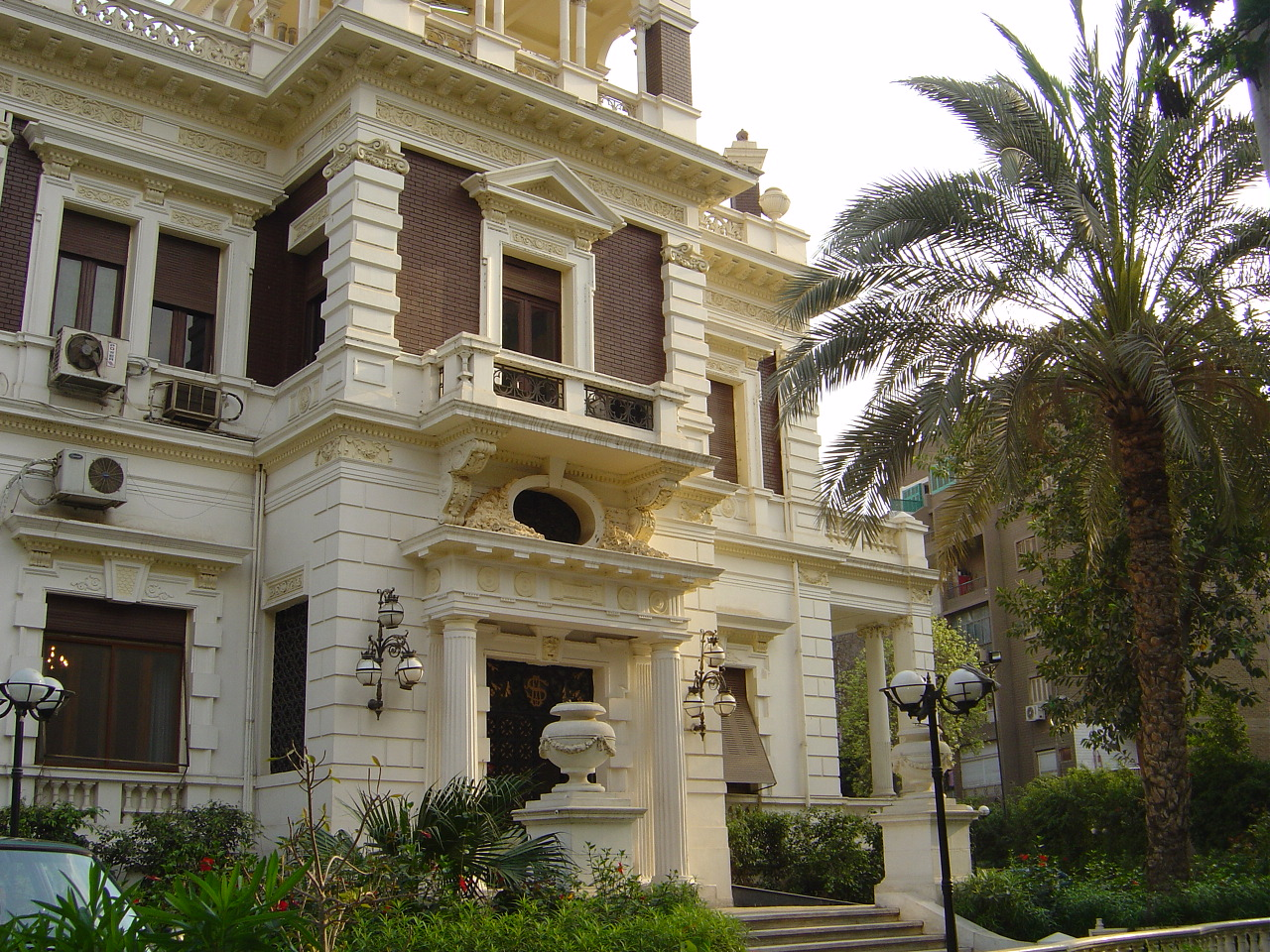
مقر حزب الوفد الجديد بالجيزة

حزب الوفد الجديد هو حزب سياسي ليبرالي مصري، يعد حزب الوفد امتدادًا لحزب الوفد المصري القديم، وهو الحزب الحاكم في مصر قبل قيام ثورة 23 يوليو 1952 والتي قامت بتغيير نظام الحكم في مصر من النظام الملكي إلى النظام الجمهوري، وألغت الثورة في يناير 1953 الأحزاب السياسية المصرية، وحلت كل الأحزاب القائمة بما فيها حزب الوفد، ولم يعد الحزب إلى نشاطه السياسي إلا سنة 1978 في عهد الرئيس المصري محمد أنور السادات بعد سماحه للتعددية الحزبية، وذلك على يد فؤاد سراج الدين، وقد اتخذ الحزب لنفسه اسم «حزب الوفد الجديد».
يقع مقر حزب الوفد في مدينة الجيزة المصرية ويترأسه السيد البدوي منذ مايو 2010 بعد الانتخابات التي أجريت على رئاسة الحزب بينه وبين الرئيس السابق للحزب محمود أباظة، والتي انتهت بفوز سيد البدوي بفارق 209 صوتاً، ولحزب الوفد 39 مقعد في مجلس الشعب المصري السابق، يهدف حزب الوفد إلى تحقيق العديد من المبادئ والأهداف أهمها إجراء إصلاحات سياسية واقتصادية واجتماعية داخل مصر وتعزيز الديمقراطية، وحماية حقوق الإنسان، ودعم دور الشباب، والحفاظ على الوحدة الوطنية بين المصريين.

## التاريخ

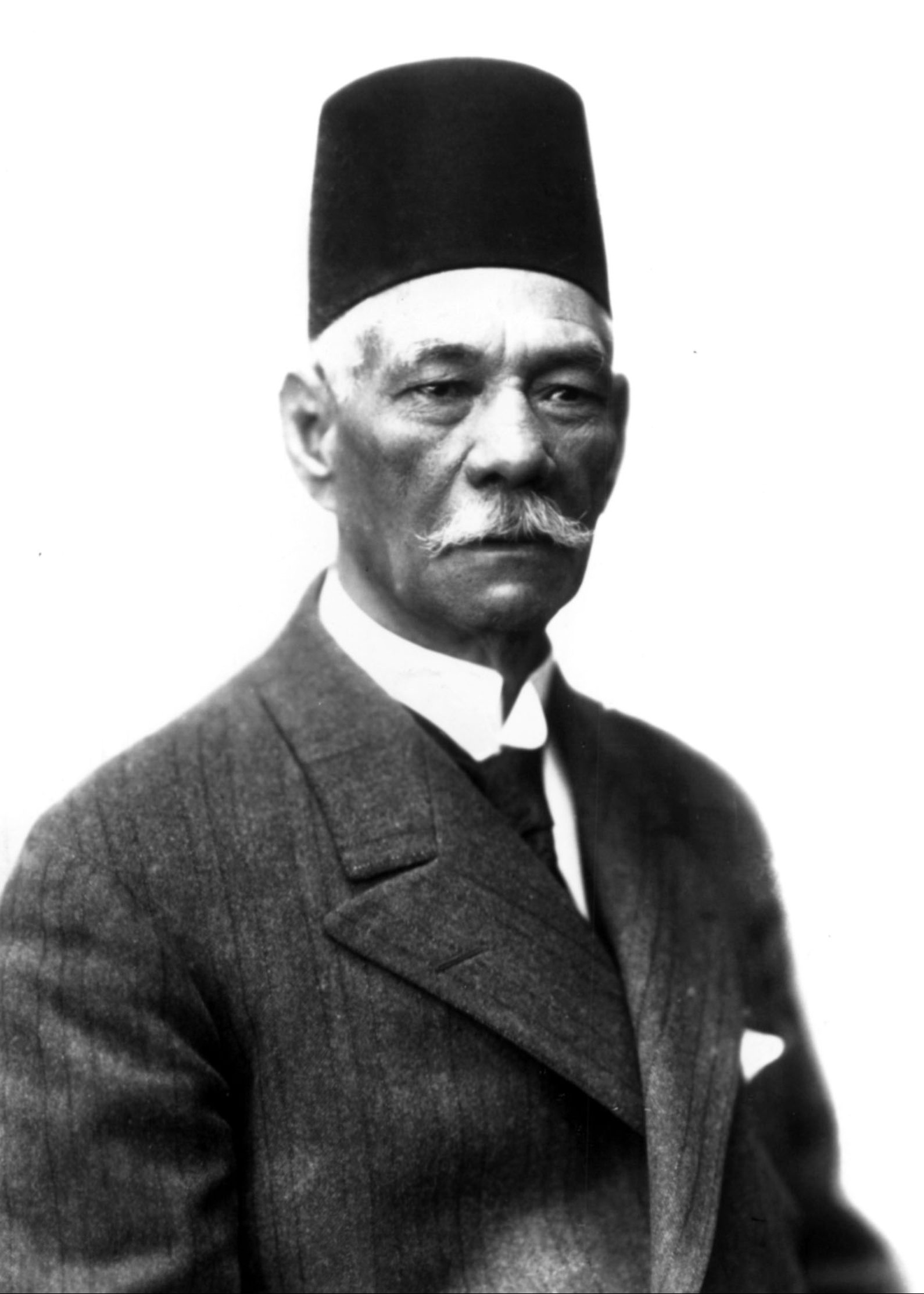
سعد زغلول

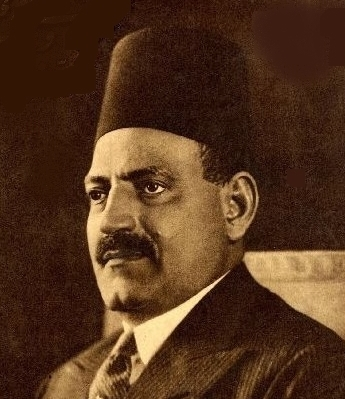
مصطفى النحاس

يعد حزب الوفد الجديد امتداداً طبيعيا لحزب الوفد الذي أسسه سعد زغلول، وجاءت فكرة تأسيس الوفد عندما قرر سعد زغلول عام 1918 تشكيل وفد مصري للسفر إلى لندن للتفاوض مع الحكومة البريطانية حول جلاء القوات الإنجليزية التي كانت تحتل مصر في ذلك الوقت، وتشكل الوفد المصري الذي ضم كلا من سعد زغلول وعبد العزيز فهمي وعلي شعراوي وأحمد لطفي السيد وآخرين، وأطلقوا على أنفسهم «الوفد المصري» وقاموا بجمع توقيعات من أصحاب الشأن وذلك بقصد إثبات صفتهم التمثيلية وجاء في الصيغة: «نحن الموقعين على هذا قد أنبنا عنا حضرات: سعد زغلول ورفاقه في أن يسعوا بالطرق السلمية المشروعة حيثما وجدوا للسعي سبيلاً في استقلال مصر تطبيقاً لمبادئ الحرية والعدل التي تنشر رايتها دولة بريطانيا العظمى». اعتقل سعد زغلول ونفي إلى مالطا هو ومجموعة من رفاقه في 8 مارس 1919 م فانفجرت ثورة 1919 في مصر، والتي كانت من أقوى عوامل زعامة سعد زغلول والتمكين لحزب الوفد، وبقي الوفد الذي هو حزب الأغلبية، يتولى الوزارة معظم الوقت في مصر منذ عام 1924 وحتى عام 1952، ومن شخصيات حزب الوفد الذين تولوا رئاسة الوزراء سعد زغلول، عبد الخالق ثروت، ومصطفى النحاس الذي تولى مرات عديدة رئاسة الوزارة قبل قيام ثورة يوليو 1952 والتي قامت بحل الأحزاب السياسية.
في أعقاب حرب أكتوبر 1973، وعقد اتفاقية كامب ديفيد مع إسرائيل، بدأ الرئيس المصري أنور السادات يتجه تدريجياً نحو السماح بعودة التعددية الحزبية، وذلك بعدما عاشت مصر تجربة الحزب الواحد (الاتحاد الاشتراكي) لمدة تقرب من ربع قرن، فشكّل السادات حزب مصر العربي الاشتراكي ليصبح الحزب الحاكم ويكون هو رئيس هذا الحزب، ونشأ معه عام 1976 حزب الأحرار والذي يمثل الاتجاه الليبرالي، وحزب التجمع الوطني التقدمي الوحدوي والذي يمثل الاتجاه اليساري، ثم في مرحلة لاحقة شكّل الرئيس السادات "الحزب الوطني الديمقراطي"، فانتقل أعضاء حزبه السابق إلى الحزب الوطني الجديد، ومع وضوح معالم التعددية الحزبية المصرية قام فؤاد سراج الدين في يناير 1978 بطلب السماح لحزب الوفد بممارسة العمل الحزبي العلني، الأمر الذي أثار استياء السادات وأجهزة الدولة الأخرى، التي شنت حملة ضد الحزب، ركزت على أن الوفد هو حزب العهد البائد والفاسد في عهد ما قبل الثورة، ولكن على الرغم من ذلك كله فقد حصل الوفد على موافقة لجنة الأحزاب لتأسيسه في 4 فبراير 1978، إلا أن استمرار الحملة الحكومية ضده، والتحذير من أنه سوف يضر التجربة الحزبية الجديدة، دفعت قادة حزب الوفد إلى إعلان تجميد الحزب طواعية.
رغم أن قادة الوفد قرروا طواعية تجميد الحزب؛ منعاً لصدام كان متوقعاً مع السلطة، فقد حدثت مضايقات عدة لقادة الوفد، كان أقصاها اعتقال «فؤاد سراج الدين» رئيس حزب الوفد الجديد، ضمن قرارات سبتمبر 1981، والتي اعتقل بموجبها عشرات السياسيين المصريين، بناء على قرار من الرئيس السادات، وفي أعقاب اغتيال الرئيس السادات في أكتوبر 1981، وتولي الرئيس حسني مبارك رئاسة مصر، أطلق الرئيس مبارك سراح جميع المعتقلين السياسيين، وقد انتهز الوفد الفرصة سريعاً، فأعلن عودته إلى العمل السياسي ووقف القرار السابق بتجميد الحزب، بيد أن هيئة قضايا الدولة المصرية رفعت دعوى قضائية بعدم جواز عودة الوفد، على اعتبار أن الحزب حل نفسه، وطعن الوفد في الحكم قائلاً إنه جمد نفسه ولم يحل الحزب، فقررت محكمة القضاء الإداري رفض دعوى الحكومة، والحكم بشرعية عودة الوفد، ليعود إلى ممارسة نشاطه السياسي بشكل رسمي في عام 1984، وفي 9 أغسطس 2000 توفى زعيم الحزب فؤاد سراج الدين وانتخب من بعده نعمان جمعة رئيسا للحزب حتى إبريل 2006، وذلك عندما حدثت صراعات داخل الحزب وانقسم إلى جبهتين واحدة مؤيدة لنعمان جمعة والأخرى مؤيدة لمحمود أباظة.

## رؤساء حزب الوفد
- سعد زغلول
- مصطفي النحاس
- فؤاد سراج الدين
- نعمان جمعة
- مصطفي الطويل
- محمود اباظة
- سيد بدوي
- بهاء الدين أبو شقة[7]
- عبد السند يمامة

### هيئة 2006
تضم الهيئة العليا لحزب الوفد 50 عضواً، وتم انتخابها في يونيو 2006 ويرأس الحزب بهاء الدين أبو شقة، وفيما يلي أسماء 15 عضو رئيسي في الهيئة العليا:
| - بهاء أبو شقة - الرئيس - ياسر الهضيبي - نائب الرئيس - خالد قنديل - نائب الرئيس - محمد علي عبده - نائب الرئيس - هاني سري الدين - نائب الرئيس - فؤاد بدراوي - نائب الرئيس | - أحمد عودة - سكرتير عام - إجلال رأفت - سكرتير عام - حسين منصور - سكرتير عام - عبد الله الطويل - سكرتير عام - عبد العزيز النحاس - سكرتير عام | - سامي بلح - سكرتير مساعد - عبد الفتاح نصير - أمين الصندوق - محمد علوان - مساعد الرئيس - رمزي زقلمة - مساعد الرئيس - مصطفى الطويل - الرئيس الشرفي - أحمد عبد الواحد يونس - عضو الهيئة العليا |

### نواب البرلمان
نال حزب الوفد في إثر إجراء انتخابات مجلس الشعب المصري 2011-2012 على 39 مقعداً. والنواب هم:
|    | النائب                            | الدئرة                     |
| -- | --------------------------------- | -------------------------- |
| 1  | طارق محمد سباق حسين               | القاهرة الأولى (قوائم)     |
| 2  | مارجريت عازر                      | القاهرة الثانية (قوائم)    |
| 3  | محمد حسين محمد المالكي            | القاهرة الثالثة (قوائم)    |
| 4  | محمود عزالعرب محمد السقا          | القاهرة الرابعة (قوائم)    |
| 5  | محمد هاني دري عبد الغفار أباظة    | الشرقية الأولى (قوائم)     |
| 6  | طلعت عماد الدين صادق أحمد السويدي | الشرقية الثانية (قوائم)    |
| 7  | مصطفى إمام محمد عيداروس الحوت     | الشرقية الثانية (قوائم)    |
| 8  | عبدا لحميد محمد إبراهيم الإمام    | الدقهلية الأولى (قوائم)    |
| 9  | إبراهيم محمد محمد عماشة           | الدقهلية الثانية (قوائم)   |
| 10 | بدوي عبد اللطيف هلال بدوي         | الدقهلية الثالثة (قوائم)   |
| 11 | أشرف محمد عوض                     | البحيرة الأولى (قوائم)     |
| 12 | عبد الفتاح محمد عبد الفتاح حرحش   | البحيرة الثانية (قوائم)    |
| 13 | السيد فؤاد أحمد كوش               | القليوبية الأولى (قوائم)   |
| 14 | مصطفى أحمد خليل                   | القليوبية الثانية (قوائم)  |
| 15 | حسني حافظ إبراهيم محمد            | الإسكندرية الأولى (قوائم)  |
| 16 | حسن عبد العزيز أحمد علي           | الإسكندرية الثانية (قوائم) |
| 17 | محمد عبد الحفيظ محمد عبد الحفيظ   | المنيا الثانية (قوائم)     |
| 18 | مصطفى عبد الرؤوف النويهي          | الغربية الأولى (قوائم)     |
| 19 | حسين محمود خليل                   | الغربية الأولى (قوائم)     |
| 20 | محمد عبد الحميد أحمد الفقي        | الغربية الأولى (فردي)      |
| 21 | أحمد محمود أحمد عطاالله           | الغربية الثانية (قوائم)    |
| 22 | نبيل توفيق السيد مطاوع            | الغربية الثانية (قوائم)    |
| 23 | أحمد هريدي محمود                  | سوهاج الأولى (قوائم)       |
| 24 | أحمد منتصر محمود سليم             | أسيوط الأولى (قوائم)       |
| 25 | عبد الوهاب حسن خليل               | الجيزة الأولى (قوائم)      |
| 26 | عبد الرحمن كمال عباس              | الجيزة الثانية (قوائم)     |
| 27 | عصام محمد عبد الحميد الصباحي      | المنوفية الأولى (قوائم)    |
| 28 | محمد كامل مصطفى كامل              | المنوفية الثانية (قوائم)   |
| 29 | محمود أبو السعود مرسي ريش         | المنوفية الثانية (قوائم)   |
| 30 | أحمد مختار عثمان محمد             | قنا الثانية (قوائم)        |
| 31 | محمد عبد الحكيم محمد حجازي        | كفر الشيخ الأولى (قوائم)   |
| 32 | ياسر البهي محمد بركات             | كفر الشيخ الثانية (قوائم)  |
| 33 | محمد عبد العليم داوود             | كفر الشيخ الثالثة (فردي)   |
| 34 | عمر عبد الجواد عبد العزيز         | بني سويف الأولى (قوائم)    |
| 35 | محمد الميرغني عبد الله داود       | أسوان (قوائم)              |
| 36 | حنان سعد أبو الغيط حسن            | دمياط (قوائم)              |
| 37 | ماجدة حسن النويشي                 | الإسماعيلية (قوائم)        |
| 38 | محمد كمال الدين محمد جاد          | بورسعيد (قوائم)            |
| 39 | أحمد رمضان عبد الغفار وهدان       | جنوب سيناء (قوائم)         |

## الهيكل التنظيمي
- الهيئة الوفدية

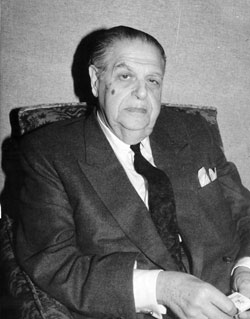
فؤاد سراج الدين

بحسب اللائحة الداخلية للحزب فإن الهيئة الوفدية تتكون من أعضاء الهيئة العليا، أعضاء الهيئة البرلمانية للحزب الحاليين والسابقين، أعضاء اللجان العامة بالمحافظات ورؤساء اللجان المركزية بالمراكز ورؤساء اللجان المحلية بالمدن والأقسام، أعضاء اللجان النوغية المتخصصة، وأعضاء هيئات مكاتب اللجان العامة للشباب والمرأة في المحافظات. وتجتمع الهيئة الوفدية كل أربع سنوات بناءً على دعوة رئيس الحزب، وتناقش الهيئة الوفدية ما يلي: التقرير السياسي لرئيس الحزب والذي يتضمن عرضاً لنشاط الحزب عن الفترة السابقة وخطة عمل الفترة المقبلة، والتقرير المالي لأمين الصندوق عن الفترة السابقة، بالإضافة إلى سائر المسائل الواردة في جدول الأعمال الخاص بالاجتماع.

## العمل السياسي
خاض حزب الوفد العديد من الانتخابات التشريعية في مصر، وفيما يلي أبرز الانتخابات التي خاضها الحزب:
- انتخابات 1984

صدر قانون يجعل الانتخابات عام 1984 بالقوائم الحزبية النسبية المشروطة قوائم حزبية فالأحزاب وحدها تقدم قوائم بحيث لا يقل عدد العمال والفلاحين بها عن النصف، النسبية هي أن كل حزب يؤخذ من قوائمه مقاعد بنسبة ما حصل في الدائرة ابتداء من رأس القائمة مع مراعاة نسبة العمال والفلاحين وكل كسر المقعد تحصل عليه القائمة الأولى في الدائرة حتى ولو لم يكن لها إلا 1 % من هذا الكسر، أما المشروطة تعتبر القوائم الخاصة بالحزب الذي لم يحصل على 10 % من مجموع أصوات الناخبين الذين أدلوا بأصواتهم ساقطة ليس لها أي نصيب خاض حزب الوفد انتخابات مجلس الشعب عام 1984 متحالفاً مع جماعة الإخوان المسلمين في مصر، وفاز الحزب بنتيجة 57 مقعداً في المجلس،
- انتخابات 1987

قرر الوفد عدم التحالف مجددا مع جماعة الإخوان المسلمين وخوض الانتخابات بمفرده، وفاز بنتيجة 35 مقعداً.
- انتخابات 1990

أعلن الوفد مقاطعته لهذه الانتخابات ضمن عدد من أحزاب المعارضة الأخرى، احتجاجاً على عدم توفير الحكومة المصرية الضمانات الكافية لكي تخرج الانتخابات بصورة حرة، وبسبب رفض الرئيس مبارك التخلي عن رئاسة الحزب الوطني، ورفض الحكومة إلغاء قانون الطوارئ المعمول به منذ اغتيال الرئيس السادات عام 1981.
- انتخابات 1995

خاض الحزب انتخابات مجلس الشعب عام 1995، ورشح 182 مرشحا لم يفز منهم سوى ستة مرشحين فقط
- انتخابات 2000

خاض الوفد بعد ذلك انتخابات عام 2000، وحصل على سبعة مقاعد فقط
- انتخابات 2005

خاض الحزب هذه الانتخابات وحصل على خمسة مقاعد فقط.
- انتخابات الرئاسة 2005

خاض الحزب بعد ذلك انتخابات الرئاسة المصرية في نفس العام، وتم ترشيح نعمان جمعة عن الحزب، وحصل على المركز الثالث بعد الرئيس حسني مبارك وأيمن نور مؤسس حزب الغد إذ حصل على 201,891 صوت من إجمالي 7,059,010 صوت، ويمثل هذا العدد نسبة 2.8% من إجمالي الأصوات،
- انتخابات 2010

في مايو 2010، أعلن نائب رئيس الحزب، فؤاد بدراوي، حفيد زعيم حزب الوفد الراحل فؤاد سراج الدين، عن سحب اسمه من الترشيحات لرئاسة الحزب للسماح للسيد البدوي، عضو الهيئة العليا للحزب والحزب. الأمين العام السابق، ليخوض بدلاً من ذلك الانتخابات الحزبية المقرر إجراؤها بحلول نهاية الشهر. في حدث نادر في الحياة الحزبية المصرية، أجريت الانتخابات بطريقة شفافة وسلمية ونزاهة. وفي نهايته، أُعلن أن البدوي سيكون رئيس الحزب الجديد، مع وقوف الرئيس المنتهية ولايته إلى جانبه.
التقى البدوي منذ انتخابه بالعديد من الشخصيات البارزة في الحياة المصرية، من سياسيين وأعضاء حاليين في البرلمان وشخصيات دينية مسلمة وقبطية وحتى ممثلين وممثلات ولاعبي كرة قدم. للعديد من المراقبين.
- انتخابات مجلس الشعب المصري 2011-2012

بعد أن أجبرت الثورة المصرية عام 2011 الرئيس حسني مبارك على الإعلان عن تنحيه في الانتخابات المقبلة، دعت الحكومة أحزاب المعارضة للمشاركة في الحوار. وافق الأمين العام للحزب على شرط عدم مهاجمة المتظاهرين. وانضم ممثلو حزب الوفد إلى المتظاهرين المناهضين لمبارك في ميدان التحرير وتعهدوا بعدم إجراء حوار مع المسؤولين الحكوميين حتى يتنازل مبارك عن منصبه. في أعقاب الثورة المصرية عام 2011، في 13 يونيو 2011، أعلن حزب الوفد تحالفه ( التحالف الوطني الديمقراطي لمصر ) مع حزب الحرية والعدالة، الجناح السياسي لجماعة الإخوان المسلمين الإسلامية، لتقديم قائمة مشتركة لمرشحي 2011. الانتخابات البرلمانية. وانتقد أعضاء تنفيذيون في الوفد تعاون الحزب العلماني مع الإسلاميين. مع اقتراب موعد طرح قوائم المرشحين، قرر الوفد المشاركة في الانتخابات بشكل مستقل، وترك التحالف الديمقراطي لمصر.
في الانتخابات البرلمانية اللاحقة، حصل حزب الوفد الجديد على 9.2٪ من الأصوات، و 38 مقعدًا في البرلمان المكون من 508 مقعدًا. وكان ثالث أكثر الأحزاب نجاحًا، بعد حزب الحرية والعدالة الإسلامي بـ213 مقعدًا، وحزب النور الإسلامي الأكثر تحفظًا بـ 107 مقعدًا. كان لها تقدم ضئيل على التجمع العلماني الرئيسي الآخر، الكتلة المصرية.
- الانتخابات التشريعية المصرية 2015
  - انتخابات

نجح حزب الوفد في خوض الانتخابات البرلمانية لعام 2015، وحصل على 36 مقعدًا، مما يجعله ثالث أكبر حزب في البرلمان. في ذلك الوقت كان يقودها السيد البدوي، وخاضت في إطار تحالف "من أجل حب مصر" الانتخابي.
- - سياسات

دعم حزب الوفد إلى حد كبير الحكومة المصرية منذ تشكيل البرلمان الحالي. وقد دعمت بقوة برنامج الإصلاح الاقتصادي الذي بدأه الرئيس السيسي،  معتقدًا أنه مفتاح الانتعاش الاقتصادي الناجح لمصر من ثورتي 2011 و2013. على الصعيد الدولي، دعم حزب الوفد بقوة الجهود المبذولة لتعزيز العلاقات مع الدول العربية الأخرى، وخاصة تكوين روابط مع القارة الأفريقية، من أجل استعادة مكانة مصر الريادية والمؤثرة في العالمين الأفريقي والعربي، كقوة إقليمية قوية.. كونه أقدم حزب في مصر، وقد تأسس قبل 100 عام، يتمتع الحزب بسمعة قوية بين الدول المجاورة، وغالبًا ما يرسل وفودًا أجنبية إلى الخارج للدفاع عن مصالح مصر.
- - قيادة ابو شقة

في أوائل عام 2018، فاز بهاء الدين أبو شوقة في الانتخابات الحزبية الداخلية، وأصبح رئيسًا لحزب الوفد. لقد تولى نشاطًا أكثر نشاطًا بكثير من سلفه، بهدف جمع جميع الأحزاب الليبرالية في مصر من أجل تشكيل تحالف من شأنه أن يكون بمثابة كتلة معارضة للحكومة، وحزب الأغلبية البرلمانية الآن مستقبل الجمهورية. الأمة. يقود حاليًا جهودًا لإنشاء، ولأول مرة في تاريخ مصر، مجلس يمثل جميع الأحزاب السياسية الرئيسية في مصر، بغض النظر عن سياساتها، يعقد اجتماعات منتظمة مع الرئيس المصري لمناقشة الأمور التي تهم المصلحة الوطنية، وفتحه. الحوار في الشؤون الجارية الرئيسية مع السلطة التنفيذية.
حصل الحزب على 36 مقعد، ويراس الهيئة البرلمانية للحزب حاليا بهاء أبو شقة رئيس الحزب ونائب الرئيس الكتلة هو النائب أحمد السجيني رئيس لجنة الإدارة المحلية بمجلس النواب.

## اللجان العامة
تبلغ عدد اللجان العامة لحزب الوفد حوالي 29 لجنة عامة، بالإضافة 121 لجنة فرعية موزعة على مختلف محافظات مصر المختلفة، وفيما يلي قائمة اللجان العامة الرئيسية بالمحافظات:
| المحافظة    | عنوان اللجنة                                 |  | المحافظة      | عنوان اللجنة                               |
| ----------- | -------------------------------------------- |  | ------------- | ------------------------------------------ |
| القاهرة     | مدينة نصر، الحي السادس، بلوك 93 مدخل 1 شقة 2 |  | الجيزة        | الدقي، 1 شارع بولس حنا                     |
| الإسكندرية  | شارع النبي دانيال، عمارة 37 شقة 2            |  | مرسى مطروح    | شارع الجلاء، عمارة 76                      |
| حلوان       | عمارات المروة، عمارة 7 الدور الأول           |  | الأقصر        | شارع النجوم متفرع من شارع التليفزيون       |
| أسيوط       | عمارات الأوقاف، عمارة 4 شقة 8                |  | الوادي الجديد | الخارجة، ش جمال عبد الناصر عمارة 215 شقة 2 |
| دمياط       | السنانية، أول الكبرى العلوي                  |  | المنوفية      | شبين الكوم، عمارات الأوقاف عمارة 8 شقة 2   |
| سوهاج       | برج الزهراء                                  |  | السويس        | شارع عبد الخالق ثروت، عمارة 10             |
| بني سويف    | شارع الشقنقيري، عمارة 29                     |  | بورسعيد       | تقاطع شارع محمد محمود مع محمود صدقي        |
| الإسماعيلية | الحي الافرنجي، شارع فريد ندا، عمارة 9        |  | المنيا        | ميدان المحطة، شارع راغب، عمارة 3           |
| الفيوم      | شارع النبوي المهندس، عمارة الشرق للتأمين     |  | قنا           | شارع 23 يوليو، عمارة 20                    |
| الشرقية     | الزقازيق، شارع المدير، عمارة 68              |  | الغربية       | طنطا، شارع يوسف الصديق، عمارة 1            |
| البحيرة     | دمنهور، شارع عبد المنعم حسين، عمارة 1        |  | القليوبية     | بنها، شارع سعد زغلول                       |
| الدقهلية    | قسم ثان الدقهلية، المختلط، شارع النور        |  | كفر الشيخ     | دسوق، حي جنوب، شارع الجيش خلف عمر أفندي    |

## الاتهامات
اتّهم الحزب مراراً بأنّ قوائمه بها فلول الحزب الوطني الديمقراطي، وردّ السيد البدوي على ذلك بأنّه «تربص بعض المجموعات التي كانت تدير الحزب قبل رئاسته».